# 维勒帕鲁瓦
维勒帕鲁瓦（法語：Villeparois，法語發音：[vilpaʁwa]）是法国上索恩省的一个市镇，属于沃苏勒区。

## 地理
维勒帕鲁瓦（47°39'26"N, 6°10'49"E）面积3.32 平方千米，位于法国勃艮第-弗朗什-孔泰大區上索恩省，该省份为法国东部内陆省份，北起顺时针与孚日省、贝尔福地区省、杜省、汝拉省、科多尔省和上马恩省接壤。
与维勒帕鲁瓦接壤的市镇（或旧市镇、城区）包括：弗拉日、科隆比耶、库勒翁、皮西-埃珀努。

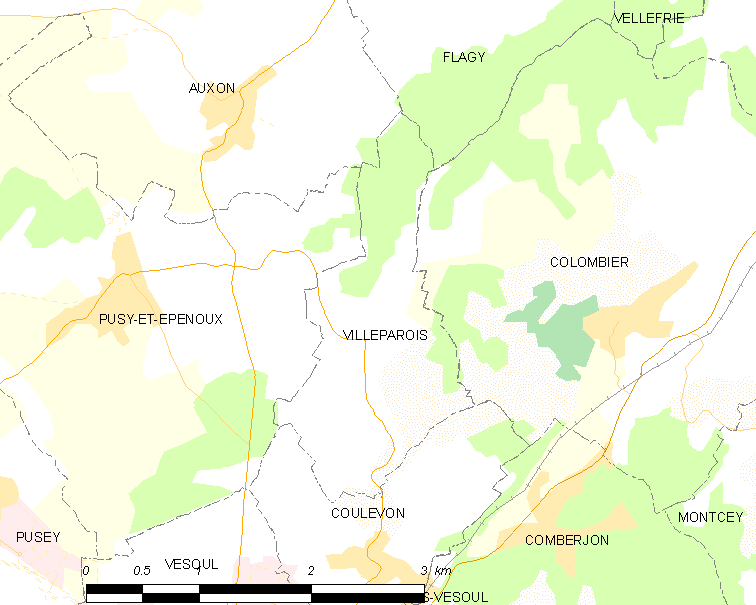
维勒帕鲁瓦的OSM定位图

维勒帕鲁瓦的时区为UTC+01:00、UTC+02:00（夏令时）。

## 行政
维勒帕鲁瓦的邮政编码为70000，INSEE市镇编码为70559。

## 政治
维勒帕鲁瓦所属的省级选区为沃苏勒第二县。

## 人口

1962-2008年间维勒帕鲁瓦人口变化图示

维勒帕鲁瓦于2022年1月1日时的人口数量为190人。